# Hydropsyche alvata
Hydropsyche alvata är en nattsländeart som beskrevs av Donald G. Denning 1949. Hydropsyche alvata ingår i släktet Hydropsyche och familjen ryssjenattsländor. Inga underarter finns listade i Catalogue of Life.